# Gammogobius steinitzi
A Gammogobius steinitzi a csontos halak (Osteichthyes) főosztályának a sugarasúszójú halak (Actinopterygii) osztályába, ezen belül a sügéralakúak (Perciformes) rendjébe, a gébfélék (Gobiidae) családjába és a Gobiinae alcsaládjába tartozó faj.
Nemének egyetlen faja.

## Előfordulása
A Gammogobius steinitzi előfordulási területe a Földközi-tenger nyugati felén van. Jelentősebb állománya a franciaországi Marseille közelében van.

## Megjelenése
Ez a gébféle legfeljebb 3,8 centiméter hosszú.

## Életmódja
Tengeri, fenéklakó hal, amely 2-15 méteres mélységekben tartózkodik. A tengerrel összekötött szárazföldi barlangokban is megtalálható.

## Képek

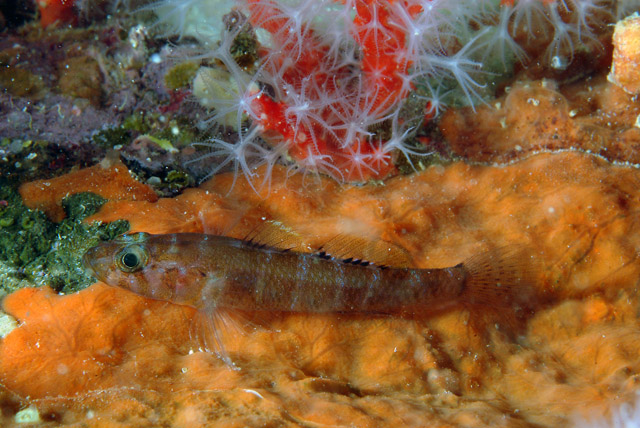
Oldalról
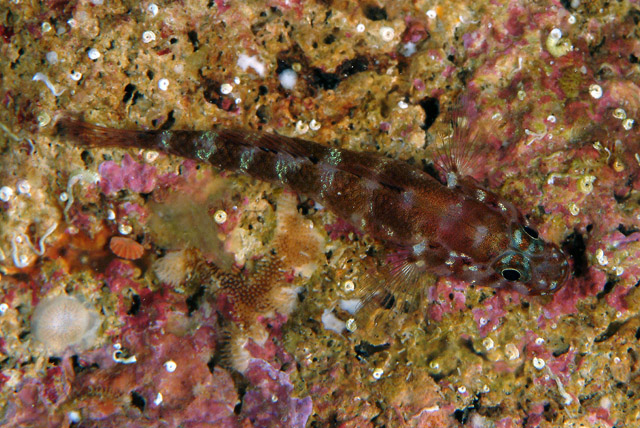
és felülről